# Walther Suessenguth
Walther Suessenguth, auch Walther Süssenguth oder Walter Suessenguth; eigentlich Walther Wilhelm Rudolf Suessenguth (* 8. Februar 1900 in Schleiz, Thüringen; † 28. April 1964 in Berlin) war ein deutscher Schauspieler und Synchronsprecher.

## Leben und Wirken
Der Sohn des Theaterdirektors Arthur Hermann Süßenguth († 2. März 1933 in Frankenberg (Eder)) hatte bei Ende des Ersten Weltkriegs seine künstlerische Ausbildung am Dresdner Konservatorium erhalten und 1919 sein erstes Engagement am Reußischen Theater zu Gera angetreten. Weitere Bühnenstationen waren Plauen, Lübeck, Königsberg, Erfurt, Halberstadt, Hannover, Oldenburg, Frankfurt/M., erneut Gera, erneut Königsberg sowie Hamburg. Seit 1935 hielt er sich in Berlin auf, um einer Verpflichtung an das Theater der Jugend nachzukommen. Es folgten Auftritte an hauptstädtischen Bühnen wie dem Schillertheater, dem Hebbeltheater und der Volksbühne Berlin, unterbrochen nur durch eine Spielzeit am Deutschen Schauspielhaus in Hamburg 1936/37. Suessenguth hatte sich vor allem als Interpret in modernen Stücken (von Autoren wie Zuckmayer, Sartre und Werfel) einen Namen gemacht, zum Beispiel in Die Braut von Messina, Der Strom, Sünder und Heiliger, Die Fliegen, Die Ballade vom Eulenspiegel, Barbara Blomberg, Undine und Jakobowsky und der Oberst. In seinen späteren Jahren wirkte Suessenguth verstärkt als Regisseur. Zu seinen bekanntesten Inszenierungen zählten Bahrs Das Konzert, Frank Wedekinds Frühlings Erwachen und Hermann Sudermanns Die Schmetterlingsschlacht.

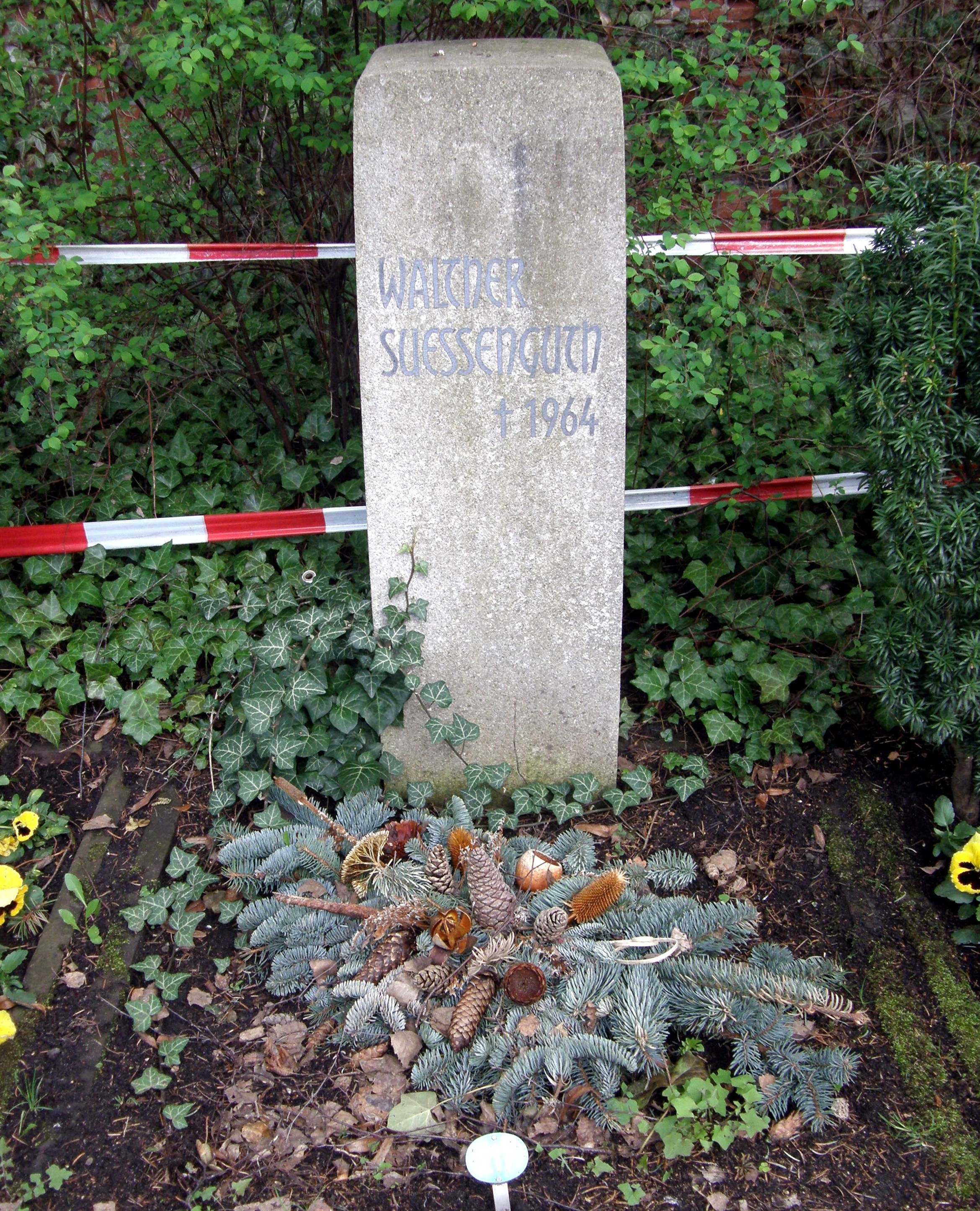
Suessenguths Grab auf dem Friedhof Wilmersdorf

Suessenguth hatte sein Filmdebüt in der 1934 uraufgeführten Storm-Adaption Der Schimmelreiter, in der er neben Mathias Wieman und Marianne Hoppe die Rolle des eifersüchtigen Großknechts Ole Peters spielte. Bis zum Ende des Zweiten Weltkrieges war er mit kleinen Rollen in zwölf weiteren Filmen zu sehen, etwa als Zar Alexander in Wolfgang Liebeneiners Bismarck-Film Die Entlassung.
Seit 1948 war Suessenguth hauptsächlich als Synchronsprecher tätig, wobei er seine Stimme unter anderem Lon Chaney, Maurice Chevalier, Barry Kelley, Herbert Marshall, John McIntire, Victor McLaglen, Reginald Owen, George Sanders, Spencer Tracy, Tom Tully, Charles Vanel, Orson Welles und Chill Wills lieh.
Mitte der 1950er-Jahre trat Suessenguth erneut selbst in einigen Filmen auf. Größere Rollen hatte er etwa in Die Stadt ist voller Geheimnisse (1954), Zar und Zimmermann und Betrogen bis zum jüngsten Tag. In seinen letzten Lebensjahren wirkte er vereinzelt auch in Fernsehproduktionen mit, so in Peter Beauvais’ Fernsehfilm Die kleinen Füchse und in dem Straßenfeger Tim Frazer von Francis Durbridge, in dem er den Maler und Ganoven Walters verkörperte.
Walther Suessenguth wurde auf dem Friedhof Wilmersdorf in der Abt. E5-UW-217 beigesetzt.
Seine Brüder waren die Schauspieler Arnim und Richard Süssenguth.

## Filmografie (Auswahl)
- 1934: Der Schimmelreiter
- 1935: Stützen der Gesellschaft
- 1935: Der alte und der junge König
- 1936: August der Starke
- 1938: Kautschuk
- 1940: Das Herz der Königin
- 1941: Ohm Krüger
- 1941: Der Weg ins Freie
- 1941: Menschen im Sturm
- 1942: Rembrandt
- 1942: Die Entlassung
- 1943/47: Jan und die Schwindlerin
- 1945: Das alte Lied
- 1954: Die Stadt ist voller Geheimnisse
- 1954: Rittmeister Wronski
- 1955: Oberarzt Dr. Solm
- 1955: 08/15 Zweiter Teil
- 1955: Robert Mayer – Der Arzt aus Heilbronn
- 1955: Eine Frau genügt nicht?
- 1956: Zar und Zimmermann
- 1957: Betrogen bis zum jüngsten Tag
- 1957: Die Herberge
- 1961: Die kleinen Füchse
- 1963: Tim Frazer (Fernseh-Miniserie, 6 Teile)

## Theater
- 1956: George Bernard Shaw: Die heilige Johanna – Regie (Volksbühne Berlin)
- 1957: Clifford Odets: Zwischenfall in Hollywood – Regie (Volksbühne Berlin)

## Hörspiele
- 1947: Erich Kästner: Ringelspiel 1947 – Regie: Hanns Korngiebel (RIAS Berlin)
- 1958: Dieter Meichsner: Auf der Strecke nach D. – Regie: Curt Goetz-Pflug (Hörspiel – SFB)